# Cantó de Lió-I
El cantó de Lió-I era una divisió administrativa francesa del departament del Roine. Comptava amb part del municipi de Lió. Va desaparèixer el 2014.

## Municipis
- Comprèn el 2n districte de Lió, inclosos els barris de Les Cordeliers, place Bellecour, Ainay, Perrache i Confluence.

| Data d'elecció                           | Identitat           | Partit           | Qualitat |
| ---------------------------------------- | ------------------- | ---------------- | -------- |
| 1945-1951                                | René Moratti        | radical          |          |
| 1951-1982                                | Henri Collomb       | CNI              |          |
| 1982-2014                                | Albéric de Lavernée | RPR, després UMP |          |
| les dades anteriors no són pas conegudes |                     |                  |          |